# Józef Czajkowski (powstaniec wielkopolski)
Józef Czajkowski (ur. 25 stycznia 1874 w Czerlinie koło Wągrowca, zm. 19 maja 1960) – uczestnik powstania wielkopolskiego, urzędnik administracji lokalnej w powiecie wągrowieckim.
Pochodził z rodziny chłopskiej, był synem Antoniego i Katarzyny z domu Nitka, prowadzących 90-morgowe gospodarstwo. Po ukończeniu szkoły powszechnej w Czeszewie pomagał w pracach gospodarczych bratu. W 1894 został powołany do służby wojskowej, którą odbył w szeregach gwardii w Berlinie. Zapewne uzupełnił też wykształcenie, gdyż po powrocie ze służby podjął pracę urzędnika w gospodarstwach ziemskich. W marcu 1913 znalazł się w składzie Sejmiku Powiatowego w Wągrowcu.
W chwili wybuchu powstania wielkopolskiego prowadził własne gospodarstwo w Morakówku. Od 30 grudnia 1918, po przejęciu Gołańczy przez oddział powstańców pod dowództwem Włodzimierza Kowalskiego, został wyznaczony na męża zaufania w miejscowym komisaracie obwodowym. W marcu 1920 otrzymał nominację wojewody poznańskiego na funkcję tymczasowego komisarza obwodowego w Gołańczy. 18 lipca tegoż roku został członkiem 12-osobowego komitetu ds. organizacji pomocy "dla zagrożonej ojczyzny", powołanego w Gołańczy pod kierunkiem Biendary. W lutym 1921 przeszedł na etatowego komisarza obwodowego w Gołańczy. Później pełnił identyczną funkcję w Obornikach, ale w maju 1926 na własną prośbę został przeniesiony przez wojewodę z powrotem do Gołańczy. Po utworzeniu w administracji urzędu wójtowskiego 29 maja 1928 został mianowany na wójta obwodu wójtowskiego w Gołańczy. Na tym ostatnim stanowisku pracował do 1931, a od 1930 ponownie zasiadał w wągrowieckim Sejmiku Powiatowym (aż do 1939).
W kolejnych latach do wybuchu II wojny światowej był zarządcą majątków. Sąd Grodzki w Wągrowcu wyznaczył go w 1932 na przymusowego zarządcę w Laskownicy Małej. Czajkowski prowadził ponadto m.in. majątki Modrzewie (własność Wiktorii Sikorzyny) i Oleszno, gdzie zastał go wrzesień 1939. Okres II wojny światowej spędził w Wągrowcu, częściowo u rodziny, w trudnych warunkach materialnych.
Od 1945 był pełnomocnikiem wągrowieckiego oddziału Polskiego Czerwonego Krzyża, później pracował jako administrator kilku nieruchomości w Wągrowcu. Był także pełnomocnikiem dyrektora Państwowego Liceum Pedagogicznego ds. likwidacji szkolnego gospodarstwa rolnego w Sadach.
Od 1903 był żonaty z Anną Zielińską z Morakowa, miał troje dzieci – Bronisławę (ur. 1910), Pelagię (ur. 1913) i Bonifacego (ur. 1917). Zmarł 19 maja 1960, pochowany został na cmentarzu starofarnym w Wągrowcu.